# Serie de colección 15 auténticos éxitos (álbum de Enrique Guzmán)
Serie De Colección 15 Auténticos Éxitos es un álbum recopilatorio del cantante méxico venezolano Enrique Guzmán, en el que se reúnen sus más grandes éxitos en su etapa como solista. Fue lanzado en 1991. Forma parte de la lista de los 100 discos que debes tener antes del fin del mundo, publicada en 2012 por Sony Music.

## Lista de canciones
- Abrázame fuerte (Abracciami forte)
- Acompáñame
- Adiós mundo cruel
- Gotas de lluvia
- Ju ju Julia
- Lo se (I will)
- Mangos
- Mi corazón canta
- Muñequita
- Payasito (Ponchinello)
- Princesita
- Tu cabeza en mi hombro
- Tu voz (Plus jet t'entends)
- Uno de tantos (Uno dei tanti)
- Cien kilos de barrio (100 pounds of clay)

- Datos: Q25412001